# 1667
1667 (MDCLXVII) byl rok, který dle gregoriánského kalendáře započal sobotou.

## Události
- provedena první krevní transfúze člověku
- 06. dubna – rozsáhlé zemětřesení zničilo město Dubrovník, zahynulo až 5000 lidí
- 21. července – Smlouva z Bredy ukončila Anglo-holandskou válku, ve které Holandsko se vzdává kolonie New Netherlands a přejmenovává se na New York[1]
- 27. srpna – Na Accomac Peninsula uvedli hru Bare and Ye Cubb', první divadelní představení v anglické řeči v anglických koloniích.[1]

### Probíhající události
- 1652–1689 – Rusko-čchingská válka
- 1665–1667 – Druhá anglo-nizozemská válka
- 1667–1668 – Devoluční válka

## Věda, kultura
- 7. listopad – Premiéra divadelní hry Jean Racine Andromaché v Paříži

## Narození

### Česko
- 01. dubna – Jan Jáchym ze Žerotína, moravský šlechtic († 8. květen 1716)

### Svět
- 02. ledna – Marie Tereza Francouzská, francouzská princezna a dcera krále Ludvíka XIV. († 1. března 1672)
- 04. února – Alessandro Magnasco, italský pozdně barokní malíř († 12. března 1749)
- 20. února – Leopold Matyáš z Lambergu, rakouský šlechtic a dvořan († 10. března 1711)
- 03. března – Jakob Heinrich von Flemming, saský státník († 30. dubna 1728)
- 23. března – Jan Petr Goëss, rakouský diplomat a politik († 13. března 1716)
- 16. dubna – John Arbuthnot, skotský polyhistor, lékař, matematik a spisovatel († 27. únor 1735)
- 26. května – Abraham de Moivre, francouzský matematik žijící větší část svého života v Anglii, proslulá je především jeho de Moivrova věta, která dává do souvislosti komplexní čísla a trigonometrii († 27. listopadu 1754)
- 05. června – Anna Marie Luisa Medicejská, kurfiřtka falcká († 18. února 1743)
- 02. července – Pietro Ottoboni, italský kardinál, mecenáš umění a libretista († 29. února 1740)
- 06. srpna – Johann Bernoulli, švýcarský lékař, matematik a fyzik († 1. ledna 1748)
- 28. srpna – Luisa Meklenburská, dánská a norská královna jako manželka Frederika IV. († 1721)
- 05. září – Giovanni Girolamo Saccheri, italský matematik a filosof († 25. října 1733)
- 24. září – Jean-Louis Lully, francouzský hudební skladatel († 23. prosince 1688)
- 24. října – Žofie Kristýna Wolfsteinská, německá šlechtična († 23. srpna 1737)
- 28. října – Marie Anna Falcko-Neuburská, španělská královna († 16. července 1740)
- 02. listopadu
  - Jakub Ludvík Sobieski, syn polského krále Jana III. († 19. prosince 1737)
  - Ludvík, vévoda z Vermandois, nemanželský syn francouzského krále Ludvíka XIV. († 18. listopadu 1683)
- 30. listopadu – Jonathan Swift, irský spisovatel († 19. října 1745)
- 04. prosince – Tommaso Bernardo Gaffi, italský varhaník a hudební skladatel († 11. února 1744)
- 15. prosince
  - Arnošt Ludvík Hesensko-Darmstadtský, hesensko-darmstadtský lankrabě († 12. září 1739)
  - Floriano Arresti, italský barokní hudební skladatel († 1717)
- neznámé datum
  - Johann Christoph Pepusch, německý hudební skladatel a vědec působící v Anglii († 31. července 1752)
  - Antonio Lotti, italský hudební skladatel († 5. ledna 1740)
  - Damad Ali, turecký velkovezír, generál a vojevůdce († 5. srpna 1716)

## Úmrtí

### Česko
- 10. dubna – Jan Marcus Marci, český lékař a fyzik (* 13. června 1595)
- 14. dubna – Jan Kapistrán de Vos, františkán (* ?)
- 25. října – Arnošt Vojtěch z Harrachu, český šlechtic, duchovní a arcibiskup pražský (* 4. listopadu 1598)
- neznámé datum
  - Kryštof Richard z Thun-Hohensteinu, šlechtic (* 1616)

### Svět
- 12. ledna – svatý Bernardo da Corleone, italský kapucín (* 6. února 1605)
- 20. února – Zachariáš Zarevutius, slovenský varhaník a hudební skladatel (* 1605)
- 27. března – František Vešeléni, vojenský kapitán Horního Uherska, vůdce protihabsburského spiknutí (* 1605)
- 25. dubna – Pedro de Betancur, španělský františkánský mnich a misionář, katolický světec (* 21. března 1626)
- 07. května – Johann Jakob Froberger, německý barokní hudební skladatel a virtuos (* 18. května 1616)
- 10. května – Ludovika Marie Gonzagová, polská královna, manželka dvou polských králů (* 18. srpna 1611)
- 22. května
  - Alexandr VII., papež (* 13. února 1599)
  - Karel Stuart, vévoda z Kendalu, syn anglického krále Jakuba II. Stuarta (* 4. července 1666)
- 07. června – Rodrigo de Arriaga, španělský teolog a filosof působící v Praze (* 17. ledna 1592)
- 18. června – Luisa Henrietta Oranžská, nizozemská princezna a braniborská kurfiřtka (* 7. prosince 1627)
- 20. června – Jakub Stuart, vévoda z Cambridge, syn anglického krále Jakuba II. Stuarta (* 12. července 1663)
- 03. srpna – Francesco Borromini, italský architekt, tvůrce dynamického baroka (* 1599)
- 08. srpna – Frances Hyde, anglická peerka (* pokřtěna 25. srpna 1617)
- 12. srpna – Cornelis van Poelenburgh, nizozemský malíř (* 1594)
- 03. září – Alonso Cano, španělský malíř, architekt a sochař (* 19. března 1601)
- 04. září – Melchiorre Cafà, maltský barokní sochař (* 1636)
- 24. října – Gabriël Metsu, nizozemský malíř (* leden 1629)
- neznámé datum
  - leden – Jacob Duck, holandský malíř a zlatník (* 1600)
  - září – Francesco Mannelli, italský barokní skladatel, zpěvák a hráč na theorbu (* 13. září 1594)
  - Jean de Silhon, francouzský filozof a politik (* 1596)
  - Grigorij Karpovič Kotošichin, ruský diplomat a spisovatel (* 1630)
  - Thomas de Keyser, nizozemský barokní malíř (* 1596)
  - Ignatius Croon, vlámský barokní malíř (* 1639)
  - Luigi Primo, vlámský barokní malíř (* kolem 1605)
  - Frans Francken III., vlámský barokní malíř (* 1607)

## Hlavy států
- Anglie – Karel II. (1660–1685)
- Francie – Ludvík XIV. (1643–1715)
- Habsburská monarchie – Leopold I. (1657–1705)
- Osmanská říše – Mehmed IV. (1648–1687)
- Polsko-litevská unie – Jan Kazimír II. Vasa (1648–1668)
- Rusko – Alexej I. (1645–1676)
- Španělsko – Karel II. (1665–1700)
- Švédsko – Karel XI. (1660–1697)
- Papež – Alexandr VII. (1655–1667) / Klement IX. (1667–1669)
- Perská říše – Safí II.